# Singaraja
Singaraja és una ciutat portuària al nord de l'illa de Bali, a Indonèsia. És la seu de la regència de Buleleng. El nom en indonesi significa "rei lleó" (del tàmil singam i raja). Es troba a la costa Nord, just a l'est de Lovina, i també és el centre del districte de Buleleng, que cobreix una superfície de 46,94 km² i tenia 153.930 habitants el 2022.
Singaraja va ser la capital colonial neerlandesa de Bali i les Illes Petites Sonda des de 1849 fins a 1960, un centre administratiu i el port d'arribada de la majoria de visitants fins al desenvolupament de la zona de la península de Bukit al sud. Singaraja també va ser un centre administratiu per als japonesos durant la seva ocupació de la Segona Guerra Mundial.
Gedong Kirtya, al sud del centre de la ciutat, és l'única biblioteca de manuscrits de fulla de palma (antics textos escrits sobre fulles de palmera de Palmira) al món.